# Cristóvão I de Baden
Cristóvão I de Baden (em alemão:  Christoph I. von Baden; Baden-Baden, 13 de Novembro de 1453 – Baden-Baden, 19 de abril de 1527) foi um nobre alemão, pertencente à Casa de Zähringen, e que foi Margrave de Baden.

## Biografia
Cristóvão era o filho mais velho de Carlos I, Margrave de Baden, e de Catarina da Áustria, uma irmã do imperador Frederico III.
Reconquistou os territórios que o seu pai perdera para o Palatinado e seus aliados. Cristóvão manobrou para manter estes territórios unidos sob o seu filho e sucessor Filipe I, mas muitos dos seus esforços foram frustrados por Luís XII de França. Em 1479, a sede do Margraviato de Baden foi transferida do Castelo de Hohenbaden para o Neues Schloss, em Baden-Baden que ele mandara construir.
Em 1489 Cristóvão tornou-se membro da Liga da Suábia. Isto fazia parte dos seus esforços para uma coexistência pacífica com os estados vizinhos, em particular com o Ducado de Vurtemberga e com as cidades de Weil, a leste, e Estrasburgo, a oeste. Cristóvão aproveitou o período de pacificação no sudoeste alemão, para implementar o desenvolvimento interno dos seus domínios.
A lei de de produção vinícola do Margrave Cristóvão, de 1495, foi um importante passo para melhorar a qualidade dos vinhos produzidos em Baden. A consorte de Cristóvão, Otília, pertencia a uma conhecida família de produtores vinícolas em Kraichgau, os Condes de Katzenelnbogen.
As diferentes linhas da Casa de Baden mantinham contactos para a reunificação de todo o património familiar, e Cristovão deu continuidade às negociações com Filipe de Hachberg-Sausenberg, da antiga linha de Baden-Hashberg. Finalmente, a 31 de Agosto de 1490, foi estabelecido um tratado de herança recíproca, conhecido como "Acordo de Rötteln". O objetivo era o casamento do filho de Cristóvão I, Filipe I, com a herdeira de Filipe de Hachberg-Sausenberg, Joana de Hochberg, casamento que não se veio a realizar dadas as pressões políticas do rei de França..
Contudo, em 1503, Cristóvão acabou por conseguir unir todos os territórios de Baden quando Filipe de Hachberg-Sausenberg, morreu sem herdeiro masculino, o que permitiu a reunificação de todo o Baden.
Cristóvão pretendia evitar que, quando morresse, os seus estados fossem novamente repartidos entre os filhos varões, um hábito na Alemanha medieval e renascentista. Ele achava que o seu filho Filipe, embora não sendo o mais velho, era o mais apto devendo, por isso, suceder-lhe. Mas a forte oposição dos seus outros dois varões, Bernardo e Ernesto, inviabilizaram a ideia. Assim, em 1515, antes da sua morte, Cristóvão entregou o Margraviato aos seus três filhos, que o governaram conjuntamente até à morte do pai.
Filipe morreu sem geração e o seu domínio passou para os seus irmãos Bernardo e Ernesto que formalizaram a divisão do país. Assim:
- Bernardo fundou a linha Bernardina, católica, que reinou em Baden-Baden e se extinguiu em 1771; e
- Ernesto fundou a linha Ernestina, luterana, que reinou em Baden-Durlach e perdurou até hoje.

## Casamento e descendência

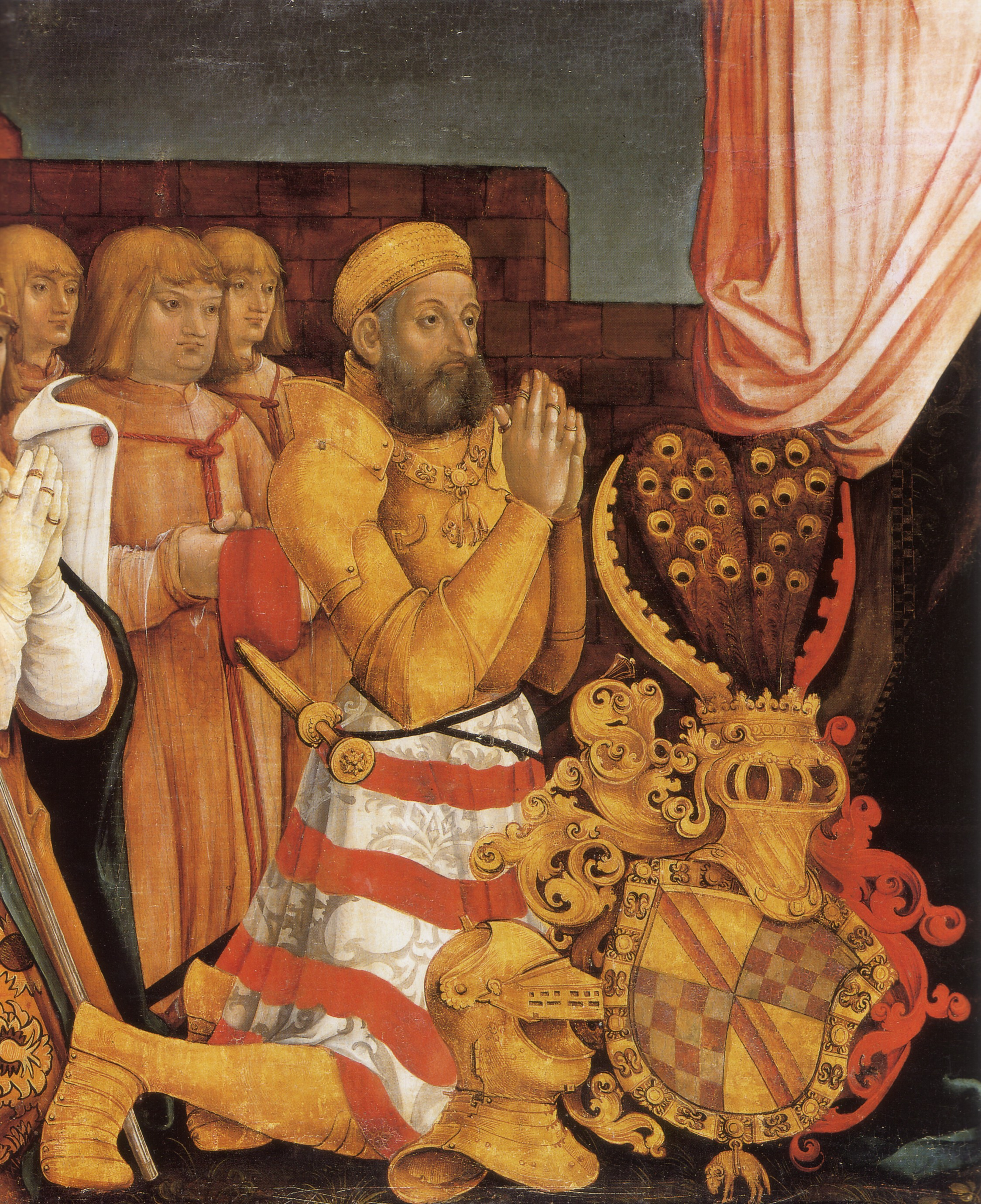
Detalhe de um quadro retratando Cristóvão I.

Cristóvão casou a 30 de janeiro de 1469 com Otília de Katzenelnbogen (ca. 1451 – 15 de agosto de 1517), uma neta de Filipe I, Conde de Katzenelnbogen. Desse casamento nasceram quinze filhos:
1. Otília (Ottilie) (1470-1490), Abadessa em Pforzheim;
2. Jaime (Jakob) (1471-1511), Arcebispo-Eleitor de Tréveris;
3. Maria (Maria) (1473-1519), Abadessa em Lichtenthal;
4. Bernardo III (Bernhard) (1474-1536), Margrave de Baden-Baden;
5. Carlos (Karl) (1476-1510), cónego em Estrasburgo e Tréveris;
6. Cristóvão (Christoph) (1477-1508), cónego em Estrasburgo e Tréveris;
7. Filipe (Philipp) (1478-1533), Margrave de Baden-Sponheim;
8. Rodolfo (Rudolf) (1481-1532), cónego em Mogúncia, Colónia, Estrasburgo e Augsburgo;
9. Ernesto (Ernst) (1482-1553), Margrave de Baden-Durlach;
10. Wolfgang (Wolfgang) (1484-1522);
11. Sibília (Sibylle) (1485-1518), casou em 1505 com Filipe III, Conde de Hanau-Lichtenberg;
12. Rosina (Rosine) (1487-1554), casou em primeiras núpcias com Francisco Wolfgang, Conde de Hohenzollern e, em segundas núpcias com João von und zu Wachendorf;
13. João (Johann) (m. 1490);
14. Beatriz (Beatrix) (1492-1535), casou em 1508 com João II do Palatinado-Simmern;
15. Jorge (Georg) (1493-1493).

Cristovão faleceu em 19 de abril de 1527, em Baden-Baden, sendo sepultado na Stiftskirche, dessa cidade.

## Representações e retratos
O pintor Hans Baldung criou várias representações do príncipe.
Por volta de 1490, foi executado um magnífico manuscrito, designado "Durlach 1", guardado na Biblioteca Estatal de Baden (em alemão:  Badische Landesbibliothek), feito numa oficina de Paris e incluído no Livro das Horas do Margrave Cristóvão I de Baden.
Várias moedas mostram também a aparência de Cristóvão, para além de um painel de vidro doado ao mosteiro agostiniano, em Zurique em 1519. Existe ainda outro painel de vidro que pertence à coleção do duque de Vurtemberga, localizada em Altshausen.

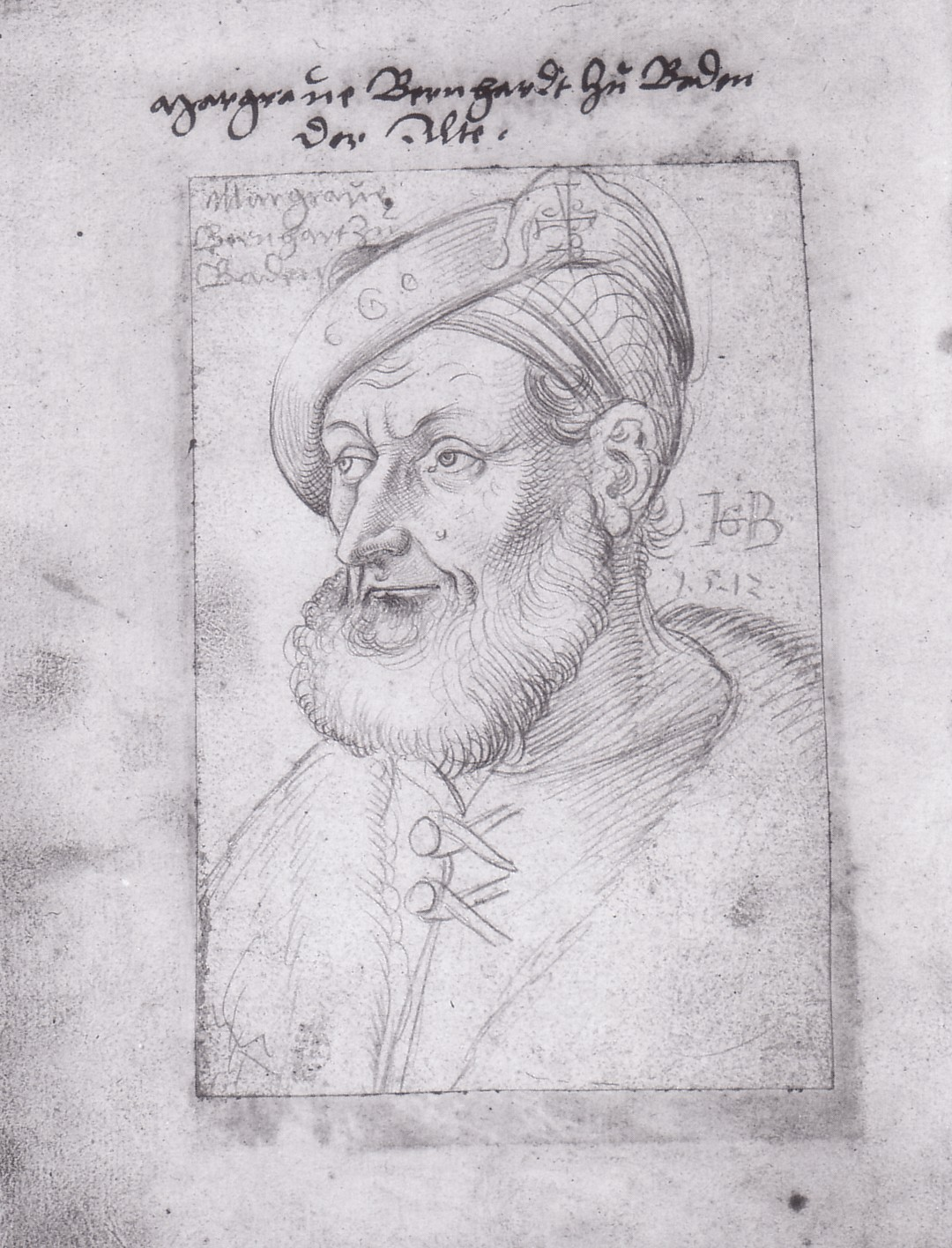
desenho por Hans Baldung, de Cristóvão I.
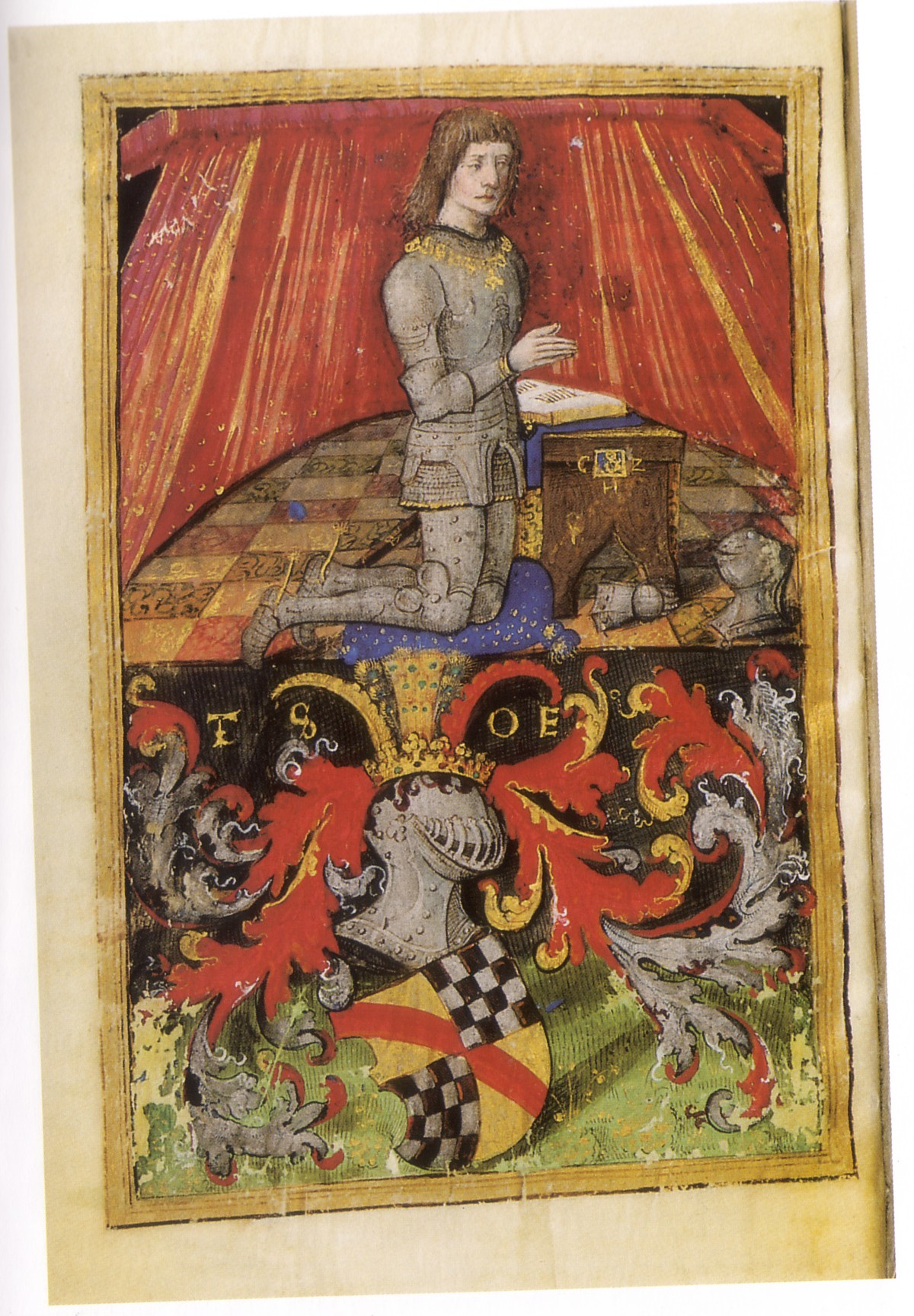
Livro de Horas do margrave.
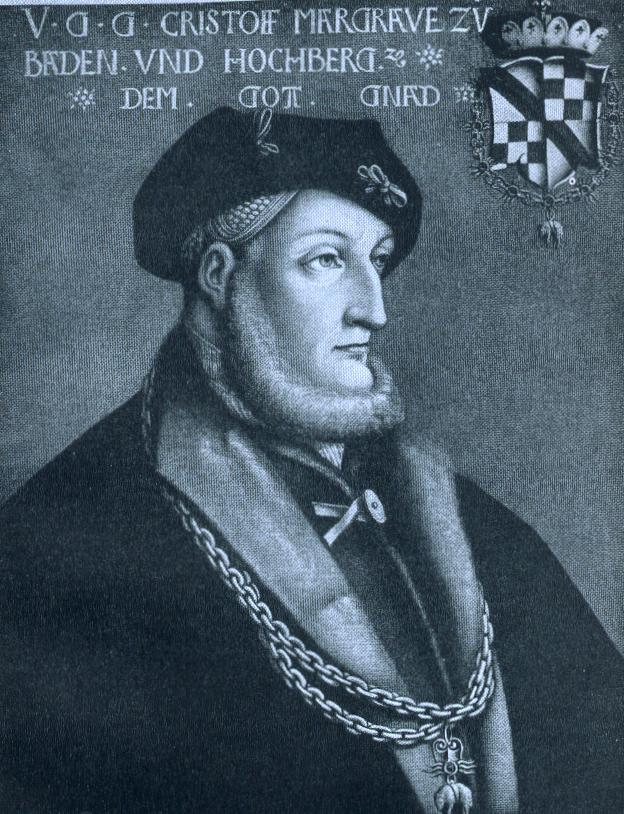
Gravura de Cristóvão I
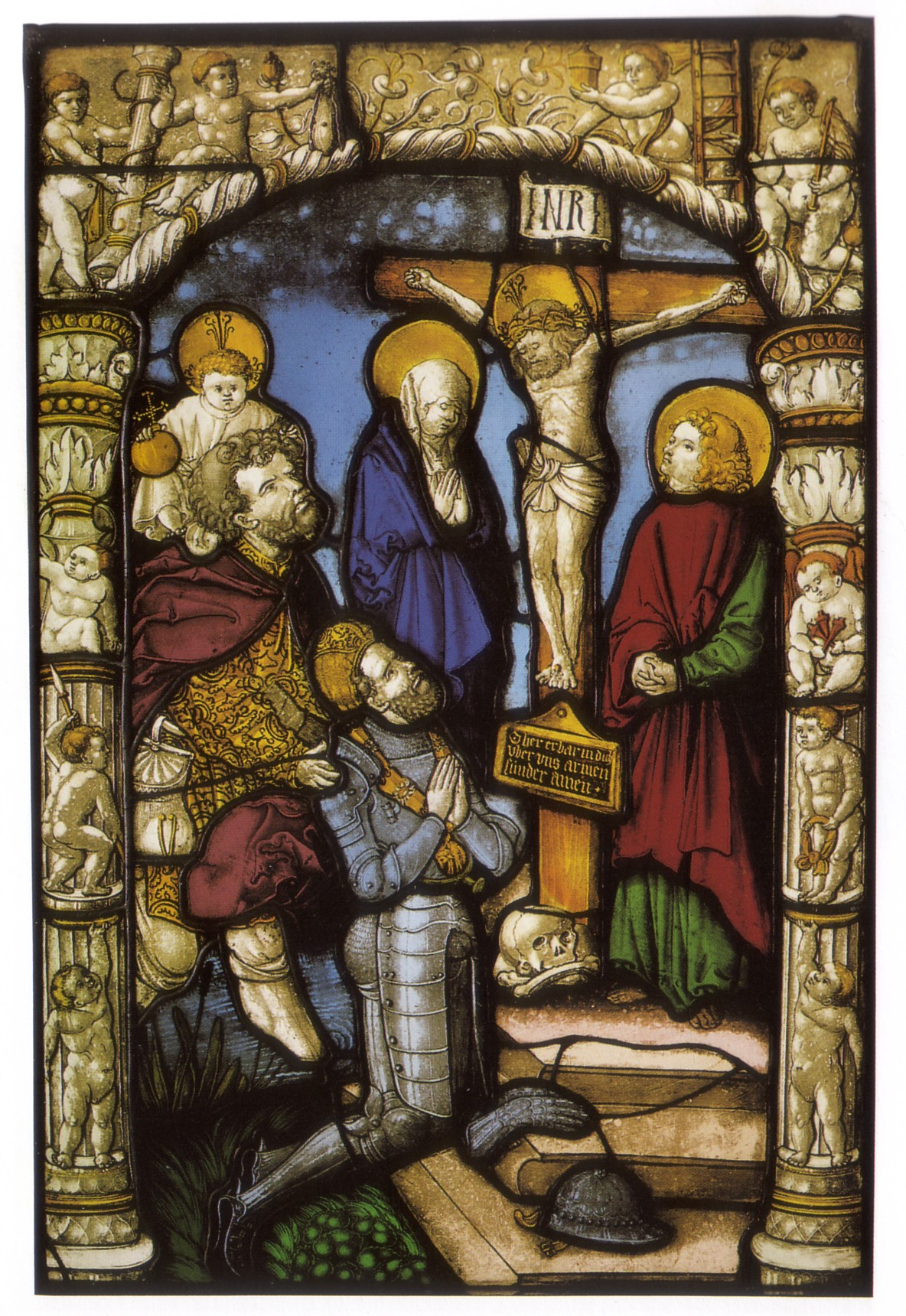
Vitral com Cristóvão I ajoelhado perante Cristo
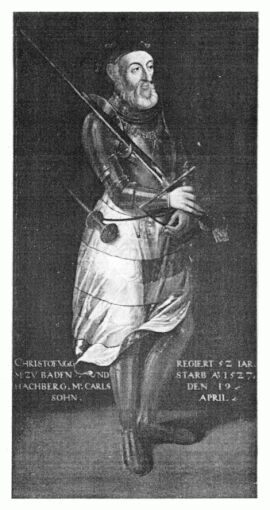
Quadro de Cristóvão I, por Philipp Heinrich Kisling (Séc. XVIII).
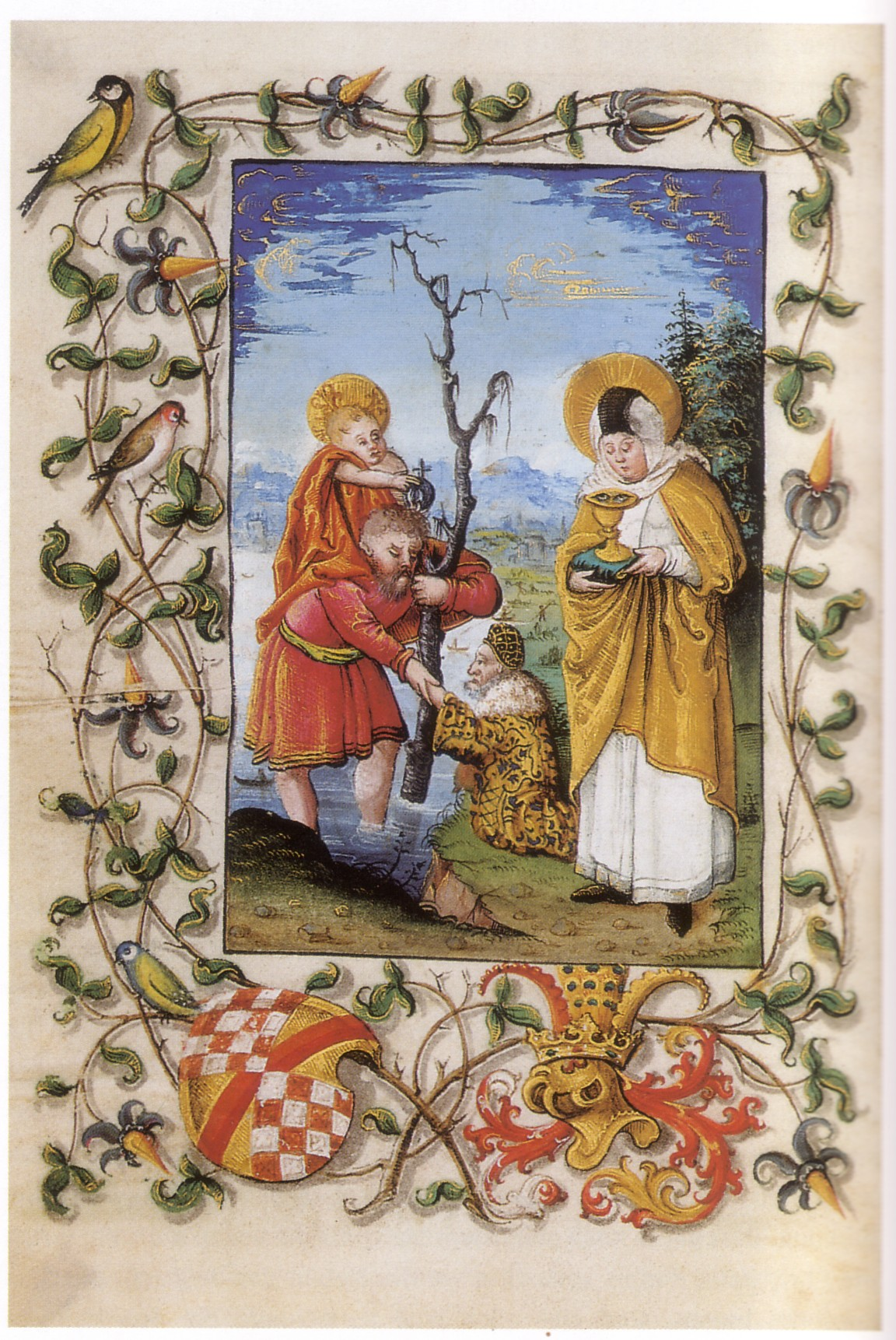
Cristóvão I, perante S. Cristóvão e Sta. Otília (Livro de Horas).

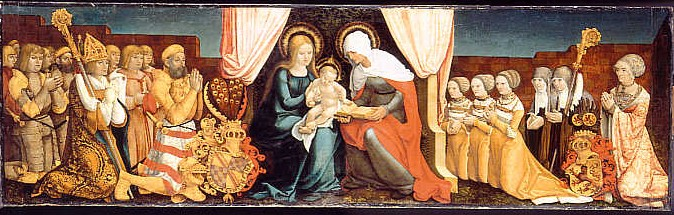
Cristóvão I (esquerda) e a mulher Otília de Katzenelnbogen (à direita), ajoelhados, rodeados pela sua corte, adorando o menino. De notar os 2 brasões do casal.